# Сухаревское кладбище
Сухаревское кладбище — ограниченно действующее кладбище в Минске. Расположен на ул. Янковского на западе города. Площадь 1,9986 га  . Первое захоронение с указанием даты относится к 1876 г.  Захоронено более 2,5 тысяч человек.
Территория кладбища, как и окрестности «Сухарево», находится на территории комплекса курганов XI-XII вв., которые также являлись местом захоронений.
Имеются сообщения о проблемах с вывозом мусора с кладбища из-за плохих дорог, а также о том, что время от времени молодые люди устраивают на кладбище пикники и засоряют могилы.
На кладбище можно найти захоронения конца XIX века, а также могилы 2014-2015 годов. Большинство могил в относительно хорошем состоянии. В отличие от других бывших сельских кладбищ Минска детские могилы встречаются чаще, а захоронения конца 19 - первой половины XX века разбросаны среди более поздних и современных погребений, преимущественно в центральной части кладбища, а не сосредоточены в одном месте  .